# Palatynat saski
Palatynat saski – istniejące w średniowieczu jedno z państw Świętego Cesarstwa Rzymskiego, położone na terenie centralnych Niemiec, w rejonie Soławy i Unstruty. Został utworzony przez cesarza Ottona I w 965 w południowej części ówczesnego księstwa saskiego. W 1180 dostał się pod berło landgrafów Turyngii z dynastii Ludowingów. Po śmierci ostatniego z nich, antykróla Niemiec Henryka Raspe w 1247 godność palatynów saskich przeszła w ręce Wettynów. Utracona przez nich pod koniec XIII w. została odzyskana w 1423 i palatynat saski połączony z Saksonią-Wittenbergią, Miśnią i Turyngią stał się częścią elektoratu saskiego.

## Palatyni sascy
- 965–982 Adalbert (hrabia Hessengau i Liesgau)
- 982–995 Dytryk (być może syn Adalberta)
- 995–1003 Fryderyk (hrabia Harzgau i Nordthüringgau)
- 1003–1017 Burchard I z Goseck (hrabia Hassegau i Merseburga)
- do 1038 Zygfryd
- 1038–1042 Fryderyk I z Goseck (syn Burcharda I, hrabia Hassegau)
- od 1042 Wilhelm IV (hrabia Weimar-Orlamünde)
- 1043–1056 Dedo z Goseck (syn Fryderyka I)
- 1056–1088 Fryderyk II z Goseck (syn Fryderyka I)
- Fryderyk III z Goseck (syn Fryderyka II, zm. 1085)
- Fryderyk IV z Goseck (syn Fryderyka III, zm. 1125)
- 1111–1121 Fryderyk V z Sommerschenburga (wnuk Fryderyka I)
- 1121–1162 Fryderyk VI z Sommerschenburga (syn Fryderyka V)
- 1129–1130 Herman II z Winzenburga
- 1162-1179 Adalbert z Sommerschenburga (syn Fryderyka VI)

Ludowingowie:
- 1180–1181 Ludwik III Pobożny (landgraf Turyngii)
- 1181–1217 Herman I (landgraf Turyngii, brat Ludwika III)
- 1217-1227 Ludwik IV Święty (landgraf Turyngii, syn Hermana I)
- przed 1231–1247 Henryk Raspe (landgraf Turyngii, antykról Niemiec, syn Hermana I)

Wettynowie:
- 1247–1265 Henryk III Dostojny (margrabia Miśni, landgraf Turyngii)
- 1265–1281 Albrecht II Wyrodny (margrabia Miśni, landgraf Turyngii, syn Henryka III)
- 1281–1291 Fryderyk I Dzielny (margrabia Miśni, landgraf Turyngii, syn Albrechta II)

- od 1291 Henryk Dziwak (książę Brunszwiku-Grubenhagen)

...
- od 1423 Fryderyk I Kłótnik (elektor saski)